# Zelotes ruscinensis
Zelotes ruscinensis är en spindelart som beskrevs av Simon 1914. Zelotes ruscinensis ingår i släktet Zelotes och familjen plattbuksspindlar. Inga underarter finns listade i Catalogue of Life.